# جو ديماجيو

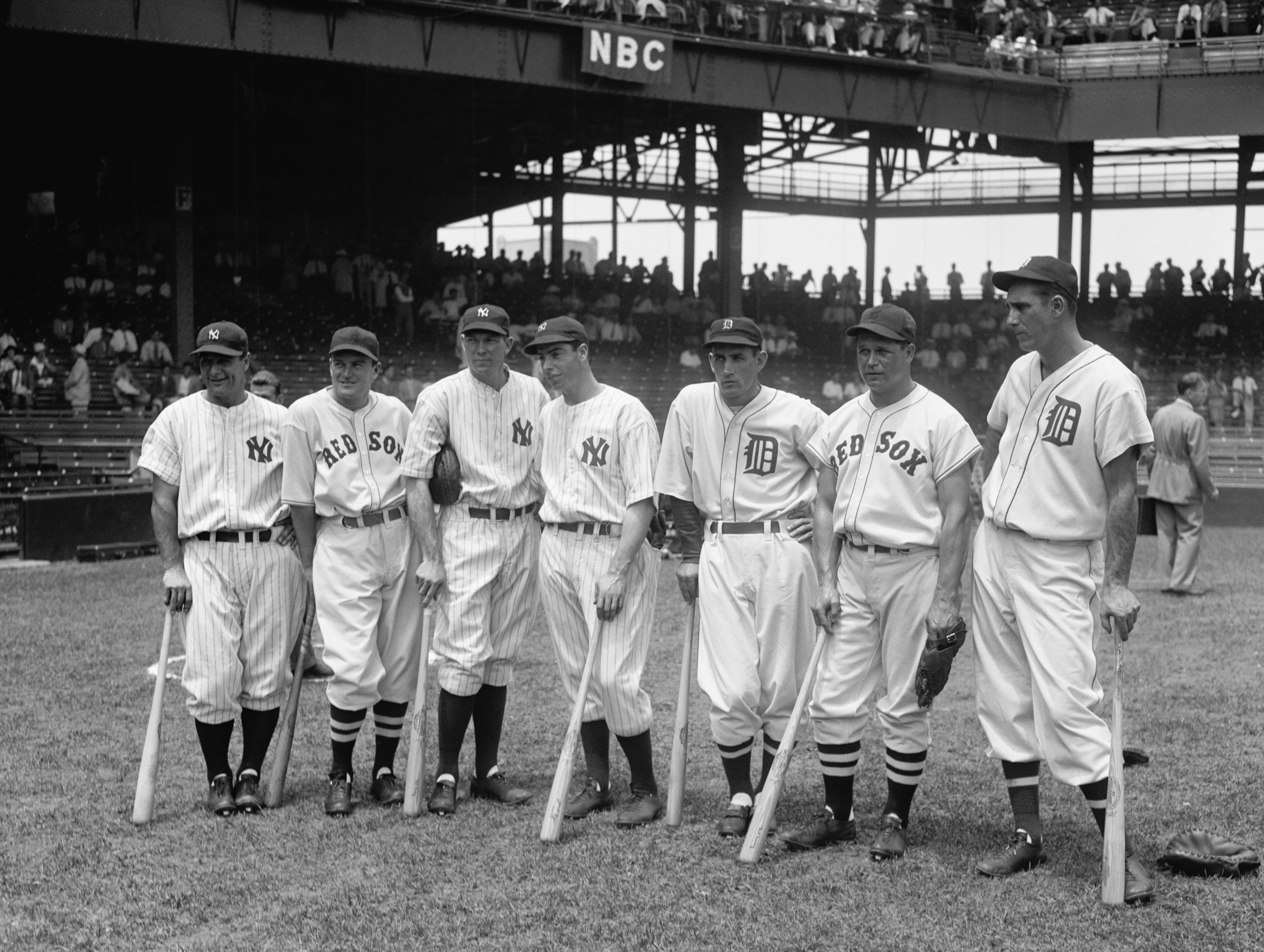
سبعة لاعبين من فريق النجوم في الدوري الأمريكي لعام 1937م، من اليسار إلى اليمين لو جيهريج وجو كرونين وبيل ديكي وجو ديماجيو وتشارلي جهرينجر وجيمي فوكس وهانك جرينبيرج. وقد تم اختيار هؤلاء اللاعبين السبعة في نهاية الأمر لإدراج أسمائهم في قاعة المشاهير.

جوزيف بول "جو" ديماجيو (/d[invalid input: 'ɨ']ˈmɑːʒioʊ/ أو /d[invalid input: 'ɨ']ˈmædʒioʊ/؛ 25 من نوفمبر 1914م – 8 من مارس 1999م)، يُلقب بـ "جولتين" جو" وأيضًا "يانكي كليبر"، هو لاعب أمريكي في دوري كرة القاعدة الرئيس في مركز الوسط المدافع، والذي لعب طوال مسيرته الرياضية التي استمرت لثلاث عشرة سنة لصالح فريق نيويورك يانكيز. وربما يكون ديماجيو قد اكتسب شهرته بسبب عدد المباريات الرسمية المتتالية التي أحرز فيها ضربة قاعدية واحدة على الأقل البالغ 56 مباراة (15 مايو – 16 يوليو، 1941)، وما زال ديماجيو حامل الرقم القياسي. وقد أُدرِج اسم ديماجيو في قاعة مشاهير كرة القاعدة في عام 1955.
وحيث إنه قد فاز ثلاث مرات بجائزة أفضل لاعب، وانضمَّ إلى فريق النجوم ثلاث عشرة مرة، يُعَّد ديماجيو اللاعب الوحيد الذي تم اختياره في مباراة فريق النجوم في كل المواسم التي اشترك فيها. وطوال مسيرته التي استمرت ثلاثة عشر عامًا مع فريق نيويورك يانكيز، استطاع النادي أن يفوز بعَلَم بطولة الدوري الأمريكي عشر مرات، وأيضًا تسع بطولات في النهائي العالمي (World Series).
وعند اعتزاله، احتل المرتبة الخامسة في ضربات تسجيل النقاط بـ (361 نقطة) والمرتبة السادسة في نسبة الضربات بـ (.579). وجاءت النتيجة لصالحه كأعظم لاعب على قيد الحياة، وذلك في الاستطلاع الذي أُجري في الاحتفال بمرور مائة عام على رياضة كرة القاعدة عام 1969.
وله أخان هما فينس ودوم، واللذان أصبحا أيضًا لاعبين مدافعين في خط الوسط في دوري كرة القاعدة الرئيس.

## وصلات خارجية
- جو ديماجيو على موقع دوري كرة القاعدة الرئيسي (الإنجليزية)
- جو ديماجيو على موقعبيزبول رفرنس.كوم (الدوري الرئيسي) (الإنجليزية)
- جو ديماجيو على موقعبيزبول رفرنس.كوم (الدوري الثانوي) (الإنجليزية)
- جو ديماجيو على موقع إي إس بي إن.كوم (أم.أل.بي) (الإنجليزية)
- جو ديماجيو على موقع مشجعي الرسوم البيانية (الإنجليزية)
- جو ديماجيو على موقع قاعة مشاهير كرة القاعدة (الإنجليزية)

- Official Joe DiMaggio Website
- جو ديماجيو على موقع IMDb (الإنجليزية)
- جو ديماجيو على موقع الموسوعة البريطانية (الإنجليزية)
- جو ديماجيو على موقع ميوزك برينز (الإنجليزية)
- جو ديماجيو على موقع إن إن دي بي (الإنجليزية)
- جو ديماجيو على موقع ديسكوغز (الإنجليزية)
- PBS.org documentary on DiMaggio
- Joe DiMaggio Quotes